# Campionati tedeschi di slittino 2019
I Campionati tedeschi di slittino 2019 furono la novantanovesima edizione della rassegna nazionale dello slittino, manifestazione organizzata annualmente dalla Bob- und Schlittenverband für Deutschland. Si tennero nel corso della stagione agonistica 2018/19 e precisamente il 18 novembre 2018 a Winterberg, in Germania, sull'Eisarena Winterberg, la stessa sulla quale due mesi dopo si sarebbero svolte le competizioni valide per l'assegnazione dei titoli mondiali e che servì anche come una delle prove di qualificazione per formare la squadra tedesca che avrebbe preso parte all'imminente Coppa del Mondo; furono disputate gare in quattro differenti specialità: nel singolo femminile, nel singolo maschile, nel doppio e nella gara a squadre.
Le medaglie d'oro furono ottenute da Natalie Geisenberger nella prova individuale donne, da Felix Loch in quella degli uomini, da Robin Geueke e David Gamm nella gara a coppie; gli stessi Geisenberger e Loch, insieme a Tobias Wendl e Tobias Arlt primeggiarono nella staffetta.

## Risultati

### Singolo donne
La gara fu disputata il 18 novembre 2018 nell'arco di due manches e presero parte alla competizione 9 atlete; campionessa uscente era Natalie Geisenberger, che riuscì a bissare il titolo -il suo sesto-, davanti a Tatjana Hüfner ed a Julia Taubitz.
| Pos. | Atlete               | Squadre                       | Tempo    | Distacco |
| ---- | -------------------- | ----------------------------- | -------- | -------- |
|      | Natalie Geisenberger | ASV Miesbach                  | 1'51"264 | –        |
|      | Tatjana Hüfner       | RC Blankenburg                | 1'51"303 | +0"039   |
|      | Julia Taubitz        | WSC Erzgebirge Oberwiesenthal | 1'51"359 | +0"095   |
| 4    | Dajana Eitberger     | RC Ilmenau                    | 1'51"360 | +0"096   |
| 5    | Jessica Tiebel       | RRC Altenberg                 | 1'51"532 | +0"268   |
| 6    | Anna Berreiter       | RC Berchtesgaden              | 1'51"947 | +0"683   |
| 7    | Cheyenne Rosenthal   | BSC Winterberg                | 1'52"149 | +0"885   |
| 8    | Tina Müller          | BRC Thüringen                 | 1'52"385 | +1"121   |
| 9    | Antonia Weisemann    | RSV Schmalkalden              | 1'53"057 | +1"793   |

### Singolo uomini
La gara fu disputata il 18 novembre 2018 nell'arco di due manches e presero parte alla competizione 11 atleti; campione uscente era Andi Langenhan, nel frattempo ritiratosi dalle competizioni, ed il titolo fu conquistato da Felix Loch -il suo sesto-, davanti a Chris Eißler ed a Sebastian Bley.
| Pos. | Atleti          | Squadre                       | Tempo    | Distacco |
| ---- | --------------- | ----------------------------- | -------- | -------- |
|      | Felix Loch      | RC Berchtesgaden              | 1'43"483 | –        |
|      | Chris Eißler    | ESV Lok Zwickau               | 1'43"666 | +0"183   |
|      | Sebastian Bley  | RT Suhl                       | 1'43"843 | +0"360   |
| 4    | Max Langenhan   | BRC 05 Friedrichroda          | 1'43"889 | +0"406   |
| 5    | Johannes Ludwig | BSR Oberhof                   | 1'43"929 | +0"446   |
| 6    | Ralf Palik      | WSC Erzgebirge Oberwiesenthal | 1'44"105 | +0"622   |
| 7    | Markus Hummer   | RC Berchtesgaden              | 1'44"372 | +0"889   |
| 8    | Christian Paffe | BRC Hallenberg                | 1'44"385 | +0"902   |
| 9    | Moritz Bollmann | RRV Sonneberg/Schalkau        | 1'44"487 | +1"004   |
| 10   | Mathis Ertel    | RRC Altenberg                 | 1'45"011 | +1"528   |

### Doppio
La gara fu disputata il 18 novembre 2018 nell'arco di due manches e presero parte alla competizione 12 atleti; campioni uscenti erano Toni Eggert e Sascha Benecken, non presenti alla prova a causa di un infortunio, ed il titolo fu conquistato da Robin Geueke e David Gamm -il loro primo-, davanti a Tobias Wendl e Tobias Arlt ed a Florian Löffler e Florian Berkes.
| Pos. | Atleti                         | Squadre                                     | Tempo    | Distacco |
| ---- | ------------------------------ | ------------------------------------------- | -------- | -------- |
|      | Robin Geueke David Gamm        | BSC Winterberg                              | 1'26"539 | –        |
|      | Tobias Wendl Tobias Arlt       | RC Berchtesgaden WSV Königssee              | 1'26"577 | +0"038   |
|      | Florian Löffler Florian Berkes | RRV Sonneberg/Schalkau RT Suhl              | 1'26"816 | +0"277   |
| 4    | Nico Semmler Johannes Pfeiffer | BRC Ilsenburg WSC Erzgebirge Oberwiesenthal | 1'27"214 | +0"675   |
| 5    | Max Ewald Jakob Jannusch       | RT Suhl RRV Sonneberg/Schalkau              | 1'28"098 | +1"559   |
| 6    | Hannes Orlamünder Paul Gubitz  | RRC Zella-Mehlis                            | 1'28"168 | +1"629   |

### Gara a squadre
La gara fu disputata il 18 novembre 2018 ed ogni squadra prese parte alla competizione con un'unica formazione; nello specifico la prova vide la partenza di una "staffetta" composta da una singolarista donna, un singolarista uomo ed un doppio, che scesero lungo il tracciato consecutivamente senza interruzione dei tempi tra un componente e l'altro per ognuna delle 6 formazioni in gara; il tempo totale così ottenuto laureò campione la squadra di Natalie Geisenberger, Felix Loch, Tobias Wendl e Tobias Arlt davanti al team composto da Cheyenne Rosenthal, Christian Paffe, Robin Geueke e David Gamm ed a quello formato da Dajana Eitberger, Johannes Ludwig, Florian Löffler e Florian Berkes.
| Pos. | Squadre      | Atleti                                                            | Tempo    | Distacco |
| ---- | ------------ | ----------------------------------------------------------------- | -------- | -------- |
|      | Germania VI  | Natalie Geisenberger Felix Loch Tobias Wendl / Tobias Arlt        | 2'23"102 | –        |
|      | Germania V   | Cheyenne Rosenthal Christian Paffe Robin Geueke / David Gamm      | 2'23"375 | +0"273   |
|      | Germania IV  | Dajana Eitberger Johannes Ludwig Florian Löffler / Florian Berkes | 2'23"771 | +0"669   |
| 4    | Germania I   | Julia Taubitz Sebastian Bley Max Ewald / Jakob Jannusch           | 2'23"893 | +0"791   |
| 5    | Germania II  | Tatjana Hüfner Max Langenhan Hannes Orlamünder / Paul Gubitz      | 2'23"935 | +0"833   |
| DSQ  | Germania III | Jessica Tiebel Chris Eißler Nico Semmler / Johannes Pfeiffer      | –        | –        |